# 八路军兰州办事处旧址
36°03′02″N 103°49′26″E / 36.05056°N 103.82389°E
八路军兰州办事处旧址位于中国甘肃省兰州市城关区，现拥有两处旧址，一处位于酒泉路314号，另一处位于甘南路700号，两处相距约220米。1937～1943年间八路军在此设立办事处。2013年被列为第七批全国重点文物保护单位。现已辟为八路军兰州办事处纪念馆。
兰州八路军办事处原称八路军驻甘办事处，后改名为国民革命军十八集团军驻甘办事处，前身是1937年5月在兰州设立的红军联络处。于1937年8月25日成立，到1943年11月撤销，总共六年零三个月。主要领导有党中央代表谢觉哉、首任处长彭加伦、第二任处长伍修权等。在此居住过的重要人员有周恩来、任弼时、王稼祥、李先念等。酒泉路旧址经维修改造，于2011年10月18日正式落成，新馆建筑面积为2893.7平方米，其中新建改建展馆约1500平方米，旧址建筑复原586平方米；甘南路旧址占地面积138平方米，东西两院。
- 酒泉路旧址临街外景
- 酒泉路旧址临街外景
- 酒泉路旧址大门
- 酒泉路旧址内部庭院
- 酒泉路旧址厢房
- 酒泉路旧址厢房